# Mahmud Shah Durrani
Mahmud Shāh Abdālī Durrānī (persiano: محمود شاہ درانی, noto anche come Mahmud Shah Abdali; Kabul, 1769 – Herat, 18 aprile 1829) è stato un sovrano afghano, padishah dell'Impero Durrani dal 1801 al 1803 e nuovamente dal 1809 al 1818. Dal 1818 al 1829 fu governatore di Herat.

## Biografia

### I primi anni
Mahmud Shah nacque nel 1769 dal sovrano Timur Shah Durrani e da una delle sue mogli, una donna della tribù degli Yusufzai. Mahmud venne cresciuto coi suoi fratelli, in particolare con Zaman Shah Durrani e con Shah Shuja Durrani. Mahmud Shah venne nominato a 8 anni al ruolo di governatore di Herat.

### La morte di Timur Shah
Timur Shah morì il 20 maggio 1793 e questo attivò una crisi di successione nell'Impero durrani. Mahmud, governatore di Herat, si era allineato a suo fratello Humayun, governatore di Kandahar, contro un altro loro fratello, Zaman Shah Durrani, nominato suo successore da Timur Shah. Zaman Shah aveva ad un certo punto convenuto di incontrare tutti i rivali al trono a Kabul, rinchiudendo poi i suoi oppositori per cinque giorni nelle segrete del palazzo a pane e acqua sino a quando questi non lo riconobbero come legittimo sovrano, cosa che alla fine tutti fecero, incluso Mahmud Shah.
Malgrado l'alleanza di Mahmud Shah con Humayun, quando Zaman Shah inviò Shah Shuja Durrani a fronteggiare Humayun, Mahmud Shah decise di non assisterlo. A Mahmud Shah bastava di continuare a governare Herat, anche sotto la sovranità del fratello, ma quest'ultimo tentò più volte di minacciare l'integrità dei suoi possedimenti, che a suo parere ostacolavano l'unità e la sicurezza dell'impero.

### L'invasione di Herat da parte di Zaman Shah
Zaman Shah, vedendo le continue minacce dei persiani, nel 1794 aveva chiesto al fratello di cedergli le terre di Herat, Mashad e Balkh per creare una frontiera forte contro i persiani; Mahmud Shah gli ricordò allora i patti stabiliti, ma Zaman non era intenzionato a rispettarli e si scontrò col fratello a Ghirisk, sconfiggendolo. Zaman Shah andò quindi ad assediare Herat, ma la città resistette e i due vennero ad un accordo. Mahmud Shah riconobbe la sovranità di Zaman Shah, ma in cambio quest'ultimo riconobbe Mahmud Shah come governatore di Herat. Nessuno però informò dell'accordo il figlio di Mahmud, Kamran Mirza, che quando vide le armate di Zaman ritirarsi le inseguì coi propri uomini. Ma il comandante della guarnigione, Timuri Khan, quando vide Kamran uscire dalla città con i propri uomini (che difendevano la città), si ribellò al suo comandante e aprì i cancelli a Zaman Shah. Quello fu il motivo per cui poco dopo sia Mahmud Shah che Kamran dovettero fuggire a Tehran, alla corte persiana.

### Il ritorno di Mahmud Shah

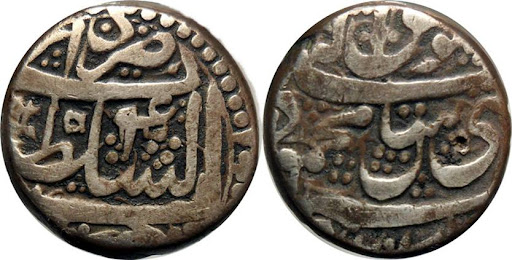
Moneta di Mahmud Shah Durrani, coniata ad Herat, data sconosciuta.

Durante le campagne militari di Zaman Shah nel Punjab contro i sikh, gli inglesi videro le armate Durrani come una minaccia e pertanto fornirono la somma di 10.000 rupie allo scià di Persia perché proseguisse la sua guerra contro gli afghani e impedisse loro di sbordare in India. Cogliendo questa occasione, Mahmud Shah, assieme a suo fratello Firoz Mirza, mobilitò un esercito col quale marciare su Farah ed Herat. Lo scià fomentò i due fratelli così da non entrare in conflitto diretto con i potenti vicini. I due principi catturarono la città di Farah e sconfissero Qaizar Mirza, figlio di Zaman Shah, giungendo ad assediare Herat. Zaman Shah abbandonò la sua campagna nel Punjab e tornò a Peshawar, mentre i sikh ripresero il controllo di Lahore. Malgrado Herat supportasse le mosse di Mahmud Shah, Qaizar continuò a mantenerne saldamente il controllo. Nel tentativo di minare l'alleanza con la Persia, il visir di Qaizar inviò una lettera all'alleato di Mahumd Shah, Mir Ali, e gli offrì del denaro per assassinare Mahmud. Le spie di Mahmud ad ogni modo intercettarono questo messaggio e, col figlio, riuscì a fuggire. Il mattino seguente, vedendo che l'attentato era fallito, Qaizar riuscì comunque a vincere l'esercito che assediava Herat. A seguito di questa vittoria, Zaman Shah tornò nel Punjab e riprese il controllo di Lahore, ponendovi a governatore Ranjit Singh, nel tentativo di dividere i sikh, e fece ritorno a Peshawar.

### Il secondo ritorno di Mahmud Shah
Dopo l'esecuzione di Payandah Khan Barakzai, suo figlio passò alla corte persiana, giurando fedeltà a Mahmud Shah e persuadendo a prendere le armi una seconda volta contro Zaman Shah. Quando Zaman Shah si portò a Lahore nella primavera del 1800 per fronteggiare il ribelle Ranjit Singh, Mahmud ed i suoi, insieme a Fateh Khan, marciarono su Ghirishk, avendo a disposizione diverse migliaia di uomini nelle loro armate, in particolare Barakzai, marciando poi su Kandahar. Zaman Shah si fece ulteriori nemici con la rivolta del governatore del Kashmir che proprio in quel frangente decise di ribellarsi, ma venne giocato dal sovrano che lo invitò a Peshawar per negoziare, facendolo invece giustiziare. Quando il fratello di Zaman Shah, Saidal Khan, comandante delle difese di Kandahar, seppe ciò che Zaman aveva fatto, aprì i cancelli di Kandahar a Mahmud Shah ed ai suoi. Mahmud Shah riconsolidò il suo esercito e marciò su Ghazni contro Mahmud Shah. Zaman Shah tornò a Kabul, lasciando però il grosso del suo esercito e della sua artiglieria a Peshawar. Mahmud Shah e Zaman Shah si scontrarono a Muqur, a metà strada tra Kandahar e Ghazni. Prima dell'inizio dello scontro, Ahmad Khan, lasciò l'esercito di Zaman e si unì a quello di Mahmud. I ghilzais attorno a Ghazni pure si schierarono con Mahmud e molti degli uomini di Zaman, spaventati, passarono al nemico, costringendolo alla fuga, chiedendo asilo al mullah Ashiq, un pir locale. Ashiq accondiscese ad ospitare il sovrano, ma segretamente inviò un messaggero a Mahmud. Quando Zaman tentò di convincere Ashiq a schierarsi anche militarmente con lui, offrendogli denaro e titoli, questi rifiutò. Realizzando la situazione nella quale si trovava Zaman Shah tentò di delegittimare Mahmud dicendo che si era appropriato illegittimamente del diamante Koh-i-Noor, uno dei simboli del potere Durrani, nascondendolo in realtà in un muro della Qal'a dove rimase sino a quando, anni dopo, non venne ritrovato da Shah Shuja Durrani. Zaman venne catturato ed accecato per ordine del nuovo sovrano.

### Il primo regno di Mahmud

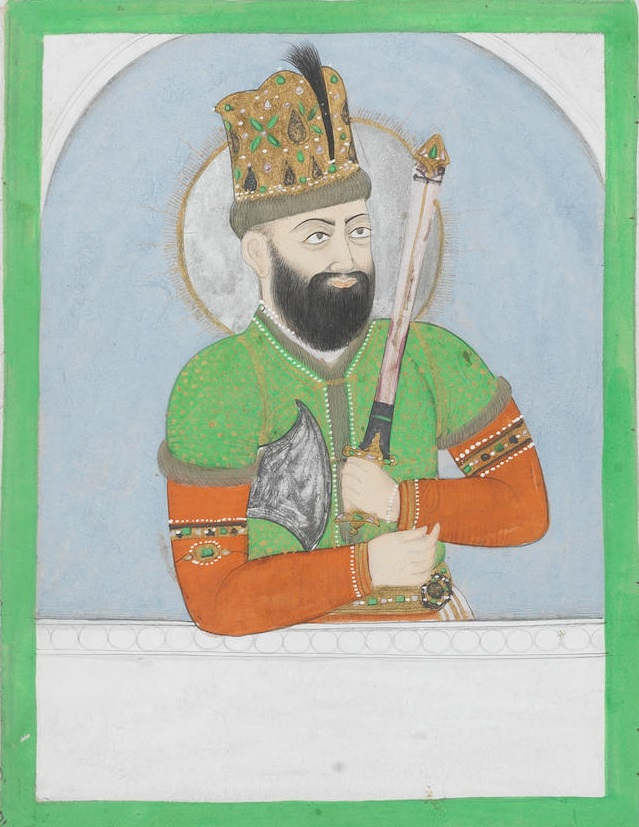
Ritratto di Mahmud Shah Durrani

Mahmud Shah hmarciò su Kabul, dove venne proclamato imperatore dell'Impero Durrani nel 1801. Zaman Shah venne confinato nella parte alta della Bala Hissar (Kabul).

### Lo stato e la ribellione di Al-Rahim
All'epoca dell'ascesa di Mahmud al trono, l'impero si trovava in grave crisi, con continue e pesanti divisioni al suo interno. Zaman Shah era riuscito nel frattempo a fuggire di prigione e a riunirsi a suo fratello Shuja col quale aveva ripreso le armi a Peshawar, tentando di rimuover ancora una volta Mahmud dal trono. Le forze di Mahud erano in vantaggio e sconfissero la coalizione. L'emiro di Bukhara tentò anch'egli di invadere Balkh, ma anche questa invasione venne vinta dalle forze di Mahmud Shah. In tutto questo, Al-Rahim, un discendente di Mirwais Hotak, si rivoltò contro Mahmud Shah, occupando Kandahar, ed assediando Ghazni. Una seconda armata marciò su Kabul. Entrambe le battaglie si svolsero nello stesso giorno: nella battaglia di Shewaki, l'esercito di Mahmud Shah massacrò i Ghilzais Tokhi e creò una piramide di teschi per celebrare la sua vittoria sul nemico. La seconda battaglia ebbe luogo a Pul-i-Sangi, a metà strada tra Ghazni e Kabul, che si concluse con la mote di Al-Rahim e la repressione della rivolta dei ghilzais.

### Instabilità e guerra civile
Nel 1801, venne sottoscritto il trattato anglo-persiano sulla base del quale si intendeva prevenire l'espansione degli afghani nel Punjab. Nel 1803 i persiani colpirono Mashhad, capoluogo durrani nel Khorasan. La notizia della perdita della città risvegliò l'animo di diversi capi religiosi sunniti a Kabul, che incitarono all'attacco dei qizilbash. Le rivolte vennero utilizzate come scusa per tentare di ridurre il potere dei qizilbash che avevano una notevole influenza nell'impero all'epoca. I membri della corte Durrani ed il consiglio di stato ritenevano inoltre che qizilbash fossero persiani, per quanto essi etnicamente fossero di stirpe turca. I sunniti e i durrani intesero che l'obbiettivo dei persiani era quello di colpire Herat, dove sapevano che i loro compatrioti sarebbero insorti in aiuto.
Nella prima settimana dell'anno 1803, mentre Fateh Khan ed i qizilbash erano impegnati a Kandahar nel tentativo di mantenere la stabilità dell'impero, il mullah Mukhtar Al-Daula si fece forte della sharia per definire i propri nemici come "eretici" e premette per l'espulsione di tutti i qizilbash dalla capitale. Questo fatto portò a degli scontri a Kabul con i qizilbash. Il venerdì successivo, durante le preghiere tradizionali, la popolazione iniziò a saccheggiare le case dei qizilbash. Lo scià Mahmud venne terrorizzato da questo fatto e si barricò nella fortezza di Bala Hisar, richiamando Fateh Khan ed i suoi soldati qizilbash da Kandahar. Quando Mukhtar e Khawaja si accorsero che l'imperatore Mahmud non stava sopprimendo la rivolta, iniziarono a richiamare ulteriori sostenitori che si spostarono dalla città di Kabul sino alla cittadella di Chindawal. L'assedio continuò per un mese con un nulla di fatto sino a quando lo scià Mahmud alla fine non convenne di arrestare Mukhtar e altri capi ribelli. Una delle figure più note del movimento, Sher Mohammad Khan, ad ogni modo, era riuscito a fuggire per tempo.

### La deposizione ad opera di Shah Shuja

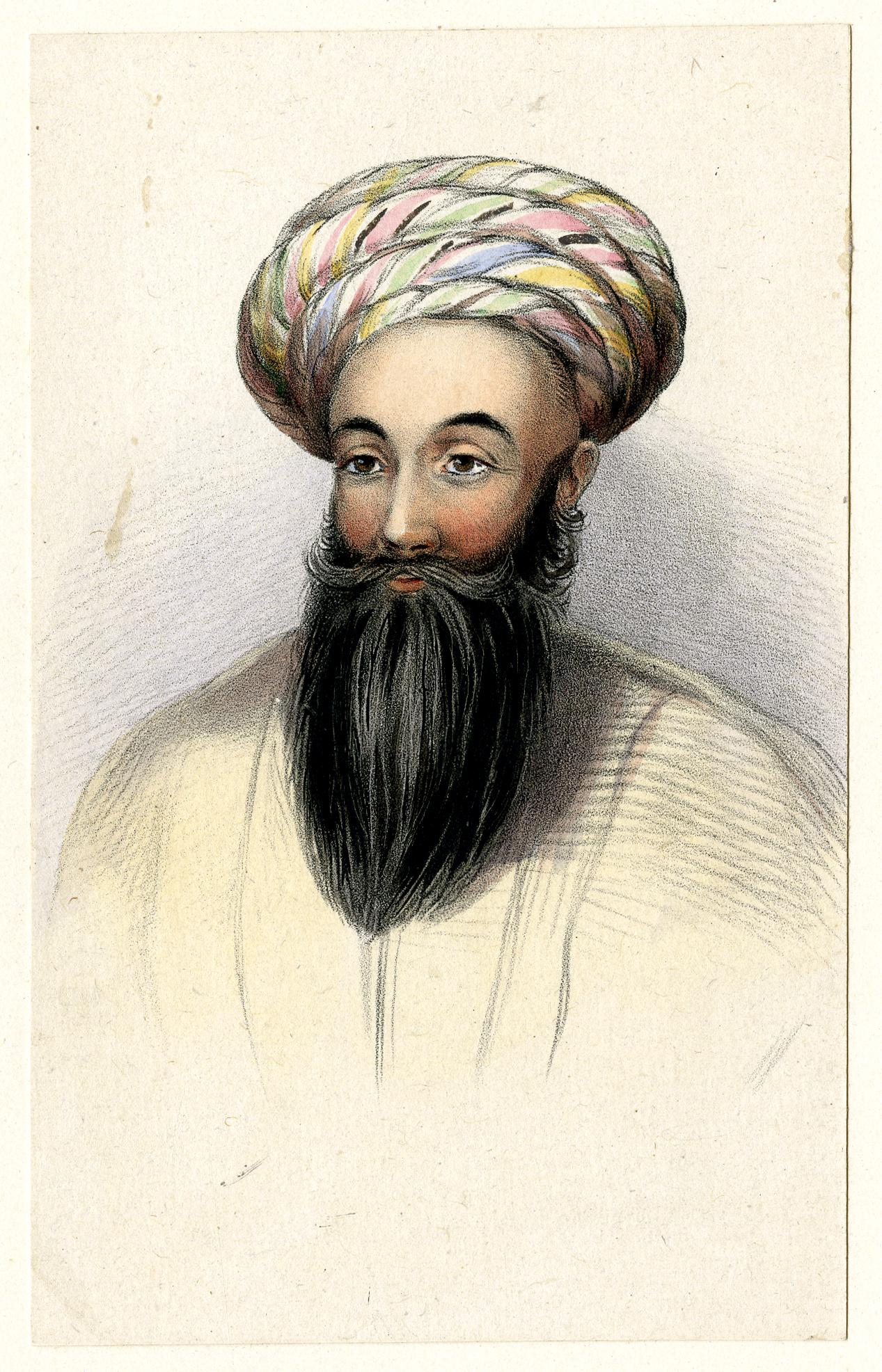
Ritratto di Shah Shuja, 1843.

Sher Muhammad Khan fuggì dalle grinfie di Mahmud Shah e si portò a Peshawar per incontrarsi col fratello dell'imperatore, Shah Shuja Durrani. Questi si offrì di aiutare Shuja a deporre Mahmud in cambio della sua nomina a visir. Shuja concordò nell'idea e coi suoi uomini marciò in direzione di Kabul, ed il 12 luglio 1803 sconfisse Mahmud, sostenuto dai disertori e dai sostenitori di Khwaja Khanji. Il giorno dopo la sua vittoria, Shah Shuja entrò nella Bala Hissar, accompagnato da Sher Muhammad Khan. Zaman Shah Durrani venne liberato dal carcere. Dopo che Shuja ebbe restaurato l'ordine nella capitale, venne proclamato nuovo sovrano.

### Il regno di Shah Shuja
Dal 1807 al 1808, Shuja enne coinvolto in una serie di campagne militare con la minaccia dei persiani su Herat. Cogliendo l'occasione per l'assenza dell'imperatore, Mukhtar Al-Daula e Khwaja Khanji si rivoltarono nella regione del Sindh. Anche il Kashmir insorse in rivolta ed anche il visir Fateh Khan disertò e si dichiarò dalla parte di Shah Qaisar. L'armata dei ribelli venne ad ogni modo sconfitta il 3 marzo 1808 appena fuori Peshawar, e molti capi vennero uccisi nello scontro. Khwaja e Qaisar fuggirono a Kohistan, mentre Mahmud tornò con Fateh Khan a Kandahar. Kabul cadde nelle mani di Shah Shuj, ed egli sconfisse nuvoamente Mahumd presso Qalati Ghilji. Invece di inseguire i suoi nemici ed attaccare Kandahar, Shah Shuja tornò a Peshawar per incontrarsi con una missione diplomatica della Compagnia britannica delle Indie orientali.

### Il ritorno di Shah Mahmud

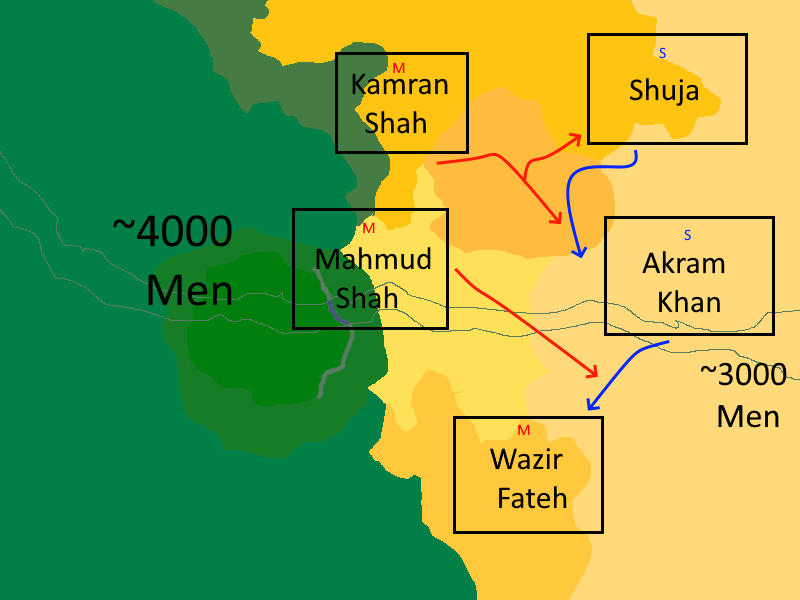
Dipinto raffigurante la battaglia di Nimla

Shah Shuja non si fidava dei suoi collaboratori, ed in particolare di Akram Khan che egli credeva essere in contatto con il suo rivale, Mahmud Shah Durrani. Akram Khan era infatti stato impiegato nella repressione della rivolta del Kashmir, anziché nello scontro diretto con Mahmud a Kabul, temendo che potesse passare al nemico. La campagna militare del Kashmir si concluse in un disastro, dal momento che gli alleati del sovrano, i mutawalli di Muzaffarabad, fecero passare gli uomini da passi montuosi scoscesi e percorsi difficoltosi. La situazione peggiorò per Shah Shuja dal momento che Mahmud riuscì ad occupare Kabul. Shah Shuja prese con sé il resto del suo esercito ed a giugno del 1809 si portò fuori da Jalalabad per confrontarsi con Mahmud in battaglia. Mahmud Shah sconfisse il suo rivale e lo costrinse alla fuga, riuscendo così a riprendere il trono.

### Il secondo regno
Con la vittoria di Mahmud, Fateh Khan venne rinominato alla carica di visir; egli utilizzò questa sua potente posizione per disporre alle principali posizioni di governo persone a lui fidate, come il suo fratellastro Pur Dil Khan che venne nominato governatore di Kandahar. Altri fratelli divennero governatori di Ghazni, Bamyan e Kalat. Il fratello minore venne nominato ministro degli esteri. Anche Fateh Khan riuscì a far nominare il suo fratello minore, Mohammad Azim Khan, alla carica di governatore di Peshawar. Mahmud nel frattempo condusse una campagna militare nel tentativo di riprendere il controllo del Kashmir. Strinse alleanza con Ranjit Sing, imperatore sikh, e gli offrì metà delle province catturate come ricompensa in cambio della sua assistenza militare. Ranjit Singh costrinse quindi Attock a sottomettersi alla sua autorità. Quando Fateh Khan seppe di questo fatto, tentò di riprendere possesso della città, ma venne respinto dai sikh. L'alleanza di Mahmud coi sikh fu inoltre molto impopolare presso gli afghani ed in particolare presso i fedeli sunniti, col risultato che mentre l'imperatore e Fateh Khan si trovavano impegnati nella campagna militare, i sostenitori di Khwaja Khanji, Sayyid 'Ata e Sayyid Ashraf si ribellarono e posero Abbas Mirza, altro figlio di Timur Shah Durrani, sul trono Durrani. I qizilbash nell'esercito di Mahmud si ammutinarono quando seppero del colpo di stato e tornarono a Kabul. Vedendo il regno minacciato, Mahmud e Fateh Khan interruppe la campagna militare e tornò a Peshawar per mobilitare le proprie forze e marciare poi su Kabul, scontro dal quale Mahmud uscì vittorioso, schiacciando la rivolta. I capi ribelli vennero condannati a morte tramite schiacciamento da elefante. Khwaja Khanji sfuggì all'esecuzione e si rifugiò nel Kohistan. Il fratellastro di Fateh Khan, Dost Mohammad Khan, con un corpo di qizilbash ebbe il compito di razziare il territorio per rappresaglia.

### Il confronto con la Persia
Nel 1816, Firoz-Al-Din si rivoltò con l'aiuto della Persia dopo la firma del trattato di Gulistan. Firoz occupò la città di Ghurian, ma Fath-Ali Shah Qajar riuscì a batterlo e riprese il controllo di Ghurian, costringendo Herat a riconoscere la sovranità persiana. Nel 1818, Firoz si rivoltò nuovamente quando Fath-Ali giunse a chiedergli un tributo maggiorato e Firoz si appellò a Mahmud per assistenza. Il visir Fateh Khan, vedendo l'opportunità di espandere il suo potere ed il monopolio del popolo Barakzai nell'Impero Durrani, accettò l'offerta di Firoz e marciò verso Herat con un esercito di 15.000 uomini. Lo accompagnarono anche Dost Mohammad Khan e altri. Fateh invece si prese gioco di Firoz, facendo entrare il contingente al suo seguito in città e poi arrestandolo e giustiziandolo con altri generali. I cancelli della città vennero aperti ed Herat venne saccheggiata con ogni genere di violenza. In questa serie di eventi, una delle figlie dell'imperatore Mahmud venne stuprata. Una volta ristabilito l'ordine, questa figlia inviò una lettera al padre chiedendogli di ristabilire l'onore della famiglia e vendicare l'affronto subito. Fateh Khan, che ora governava Herat, espulse l'ambasciatore persiano e gli disse di informare Fath-Ali che Mahmud era ora il vero sovrano. Mahmud non appena seppe di questa notizia sobbalzò temendo che la Persia avrebbe sfruttato tale occasione come casus belli per attaccare l'Impero Durrani e marciare su Herat. Mahmud inviò quindi subito Kamran a rinnegare il comportamento di Fateh Khan e a ristabilire l'ambasciata persiana. Ad ogni modo, il governatore di Mashhad aveva ormai iniziato la sua marcia su Herat. In battaglia coi persiani, Fateh venne sbalzato da cavallo da un colpo di moschetto ed i suoi soldati, credendolo morto, ritennero opportuno tornare ad Herat. Anche l'esercito persiano si ritirò in attesa di rinforzi da Fath-Ali. Giunse quindi la lettera di scuse di Mahmud e le relazioni diplomatiche tra i due paesi vennero ristabilite pacificamente. Kamran decretò che Fateh Khan sarebbe stato privato della sua posizione di visir e gli ordinò di consegnare la città all'imperatore. Fateh Khan rispose per contro che per ben due volte aveva riposto Mahmud sul trono, e che ora gli si doveva più rispetto, oltre al fatto che secondo lui l'impero si trovava nelle mani dei suoi uomini più fidati e che quindi prima di insultarlo fosse meglio pensarci accuratamente.

### Processo ed esecuzione di Fateh Khan
Di fronte a queste risposte di Fateh Khan, Kamran tornò a Kabul, dando il resoconto dettagliato di ciò che era successo ad Herat all'imperatore. Mahumd era furioso ed ordinò pertanto a Kamran di prendere la città di Herat con ogni mezzo possibile e di punire Fateh Khan. Kamran mobilitò un esercito sostanzioso col quale marciò su Herat, Quando Kamran Shah giunse ad Herat, invitò Fateh Khan ad una cena formale. Malgrado i suoi consiglieri l'avessero invitato a non portarvisi, Fateh Khan li aveva ignorati, non volendo mancare di rispetto ai suoi nemici. Durante la cena, ad ogni modo, il clima si fece sempre più teso e alcuni dei presenti iniziarono ad insultare il visir, il quale rispose prontamente di non essere più disposto a rimanere a cenare con chi lo insultava di continuo. Ad un certo punto 'Ata Mohammad Khan gli si avventò contro con un pugnale e lo accecò. Venne quindi imprigionato, dove ebbe tutte le cure del caso. Dopo mesi di prigione, Fateh Khan venne inviato a Ghazni per essere giudicato dallo stesso Mahmud in persona e da altri capi pashtun. Mahmud ordinò a Fateh Khan di indicargli dove si trovavano i suoi fratelli che sarebbero stati lì condotti con lui e tutti insieme avrebbero avuto risparmiata la vita a patto di accettare Mahmud quale sovrano. Fateh Khan, pensando che se avesse parlato anche i suoi fratelli avrebbero subito la sua sorte e sarebbero comunque stati tutti uccisi alla fine, si rifiutò e disse che con le sue azioni non era mai stato dell'idea di usurpare il trono di Mahmud. Preso dalla rabbia, l'imperatore colpì Fateh Khan con la sua spada e così pure fecero tutti gli altri giurati della corte. Si dice che il condannato non abbia emesso un solo lamento durante questa esecuzione. Mahmud alla fine gli tagliò personalmente la testa, rimponendo poi il suo corpo in un tappeto e facendolo seppellire degnamente.

### La caduta di Mahmud
Con l'esecuzione di Fateh Khan, il potere di Mahmud, già fragile, precipitò. I fratelli di Fateh Khan, che erano dispersi in vari governatorati dell'impero, si ribellarono al sovrano quando seppero cosa era accaduto.  Per scontrarsi contro il sovrano, questi fratelli ottennero l'appoggio di un altro dei figli di Timur Shah e fratello di Mahmud, Ayub Shah Durrani, il quale disse: "Fatemi imperatore e permettetemi di coniare monete col mio nome ed il resto del potere e delle risorse del regno saranno per voi; la mia ambizione sarà soddisfatta con un tozzo di pane e il titolo di imperatore". Azim Khan riprese la guerra coi skih nel Kashmir in parallelo, ma Dost Mohammad Khan riteneva che la deposizione di Mahmud fosse la cosa principale e per questo marciò su Kabul con una piccola forza di guerrieri qizilbash, mentre Azim Khan portò gran parte delle sue forze a Peshawar. Mahmud, sentito che Dost Mohammad stava marciando su Kabul, lasciò Kandahar per difendere la sua capitale dai ribelli. Ad ogni modo, quando raggiunse Ghazni, seppe che Kandahar era caduta nelle mani di Sher Dil Khan. Vedendosi a poco a poco circondato, Mahmud rimase a Ghazni ed inviò il figlio di Kamran, Jahangir Mirza, assieme ad 'Ata Mohammad Khan a Kabul. Ciò che questi non sapevano era che 'Ata Khan era in contatto con Dost Mohammad Khan, che aveva ricevuto delle offerte per cambiare schieramento. 'Ata Khan lasciò quindi la Bala Hissar di Kabul col pretesto di sconfiggere i suoi nemici, e invece cambiò schieramento. Quando giunse all'accampamento di Dost Mohammad Khan, ad ogni modo, gli vennero cavati gli occhi da Pir Mohammad Khan, figlio minore del sardar di Peshawar. Mahmud, realizzando che la sua posizione non era delle più favorevoli, si spostò con la sua famiglia ad Herat, decadendo dal trono per la seconda volta.

### Governatore ad Herat

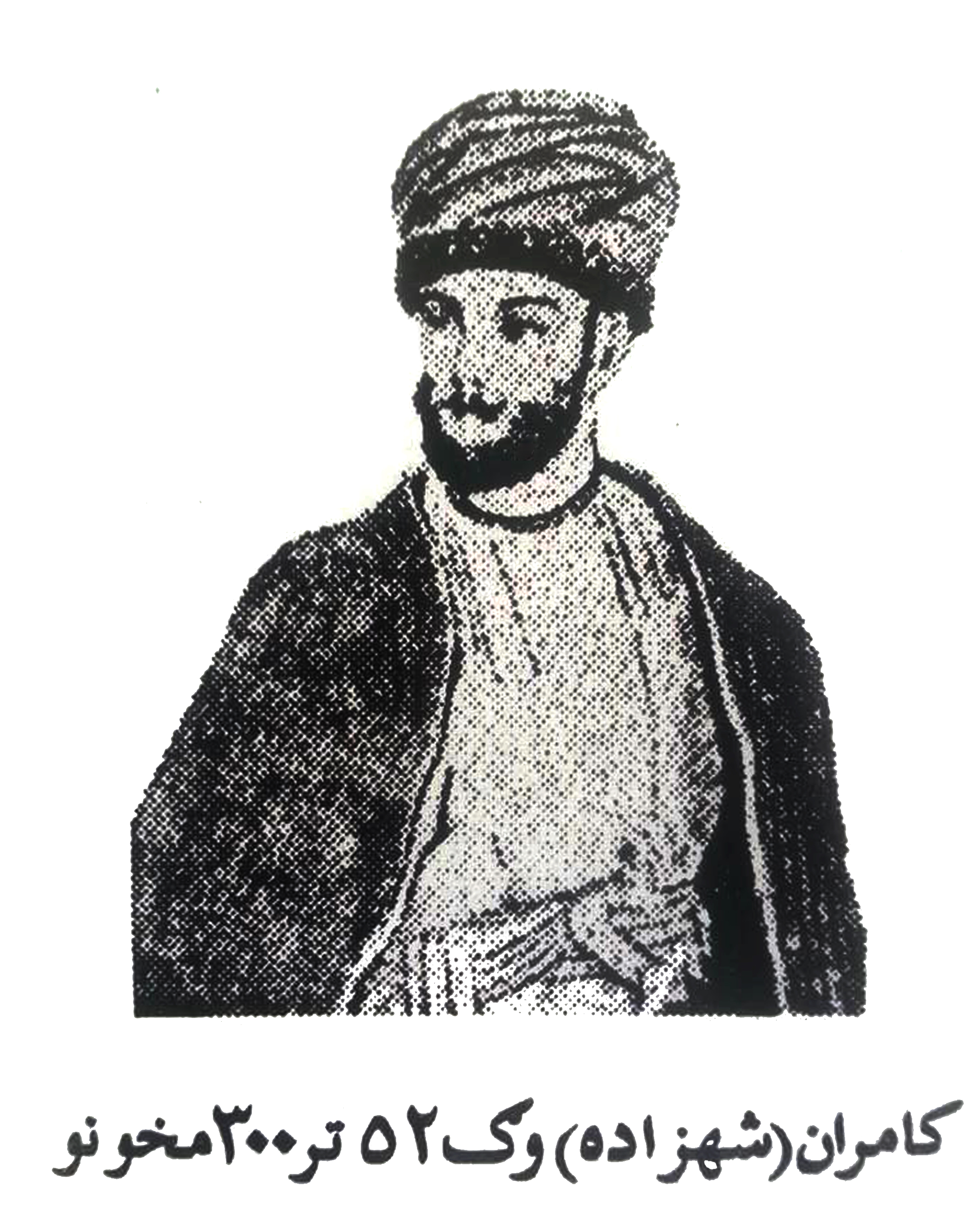
Il figlio di Mahmud Shah, Kamran Shah Durrani.

#### Il trono di Herat e l'invasione persiana (1819–1823)
Dopo che i Barakzais lo avevano espulso da Qandahar nel 1818, Mahmud Shah fuggì dapprima a Farah e poi ad Herat e si disse che giunse in città con solo 11 uomini al proprio comando. Ata Mohammad Khan Alakozai also became the vazir of Herat.
Nel 1819, Saleh Khan, un nobile che godeva dei favori di Kamran, tentò di convincerlo a riprendere il possesso di Qandahar, ma Kamran non disponeva di denaro sufficiente per l'impresa. Mahmud e Kamran Shah si unirono per estorcerlo allo stesso Saleh Khan, il quale inviò una lettera segreta a Firuz al-Din Mirza (precedente governatore di Herat, ora in esilio a Mashhad), e lo invitò a reclamarne il trono. I due alleati marciarono su Farah, città più a sud e controllata dai sostenitori di Kamran, e la catturarono. Saleh Khan riuscì quindi a raggiungere un compromesso: avrebbe controllato Farah e Firuz al-Din Mirza sarebbe stato fatto tornare dall'esilio.
Dal 1816, inoltre, Herat si era rifiutata di pagare tributo alla Persia. Kamran Shah cercò di giustificarsi per i mancati pagamenti, ma oltre a questo la città di Herat aveva anche avuto parte attiva nel supporto alla rivolta di Banyad Khan Hazara contro i persiani. Il 25 giugno 1821, dunque, 3000 soldati persiani vinsero le truppe di Herat nella battaglia di Kariz. Nel 1822, le forze persiane invasero ed assediarono il territorio e la città di Herat, con l'intento di restaurare Firuz al-Din al trono. Nel processo, Qilich Khan Timuri rimase ucciso nel corso dello scontro del 22 maggio.

#### La lotta con Kamran Shah e l'ultima deposizione (1823–1829)
Nel 1824, Kamran Shah tentò di conquistare Qandahar, lasciando l'amministrazione di Herat nelle mani di Husain Khan e di Mustafa Khan Zori. Ad ogni modo, mentre Kamran era in marcia verso il suo obbiettivo, gli alleati di Firuz al-Din riuscirono a porre quest'ultimo nuovamente sul trono. Mahmud, dal canto suo, riuscì a convincerli a disertare la fazione di Firuz e si installò invece sul trono di Herat, ponendo fine a 18 giorni di governo del suo nemico predecessore. Quando Kamran Shah tornò da Qandahar, Mahmud si rifiutò ad ogni modo di accoglierlo e il condottiero, col supporto dei sardar qandahar, assediò la città di Herat. Mahmud ottenne quindi l'aiuto di Saleh Khan, riuscendo trionfatore dall'assedio, ma Mustafa Khan lo tradì e fece imprigionare Saleh Khan e scacciare Mahmud dalla città. Kamran e Mahmud unirono le loro forze nuovamente contro Mustafa Khan e nel giro di un mese lo deposero. Nell'inverno del 1824, Mustafa Khan venne giustiziato. Dopo la morte di Mustafa Khan, Mahmud e Kamran Shah immediatamente iniziarono a lottare tra di loro per il controllo del governatorato di Herat. Mahmud fuggì verso la tomba di Khwaja Ansari a Gazurgah, e sei mesi dopo si portò nel Murghab per cercare aiuto alla tribù dei jamshidi.
Kamran Shah, bisognoso anch'egli di aiuto, invocò l'intervento dei persiani. Nel luglio del 1826 Hasan Ali Mirza Qajar inviò 6000 uomini or 10,000 men e 4 cannoni in aiuto a Kamran Shah. Quando l'armata raggiunse Herat, si unì ai 2000 uomini di Kamran e marciò verso il Murghab. Un gruppo di spie riferì il piano di Kamran a Mahmud, il quale preparò un'imboscata per i suoi nemici. Gli aimaq e gli uzbechi vinsero i persiani e Mahmud marciò su Herat. Mahmud si rifiutò ad ogni modo di attaccare la cittadella, accampandosi al di fuori di essa e pertanto l'assedio di Herat fallì. Mahmud si portò quindi presso gli azeri di Qala-e Naw, ma Kamran gli inviò contro i suoi uomini. L'esercito di Herat era alla fame e questo costrinse Mahmud alla ritirata verso Lash per non essere catturato da Kamran. Nel 1827 Kamran ebbe pietà di Mahmud e lo invitò a tornare ad Herat. Nel 1828-1829 Ata Mohammad Khan Alakozai morì. Suo figlio Sardar Din Mohammad Khan Alakozai gli succedette alla carica di visir. A ogni modo l'opposizione dei cortigiani lo costrinse a rinunciare alla carica che passò a suo cugino, Yar Mohammad Khan Alakozai. Il primo atto di Yar Mohammad Khan come visir fu quello di deporre Mahmud dalla carica di governatore di Herat e questi morì poco dopo. Kamran venne nominato governatore al suo posto.